# Scherdel GmbH
Die Scherdel GmbH ist ein deutsches Familienunternehmen auf dem Gebiet der Metallumformung, Montage- und Fügetechnik, Maschinen- und Werkzeugbau sowie Oberflächentechnik. Wichtigstes Produkt sind Ventilfedern für Verbrennungsmotoren. Bei Federn für Ölabstreifringe ist Scherdel Weltmarktführer. Aktuell hat die Gruppe 35 Standorte in 11 Ländern.

## Geschichte
1890 erfolgte die Gründung durch Sigmund Scherdel in Marktredwitz als Drahtzieherei für Klaviersaiten. Die Weiterverarbeitung zu technischen Federn folgte bald nach der Gründung. Scherdel erreichte 1940 einen Marktanteil in Deutschland von 80 %.
Schrittweise wurde das Angebot erweitert und ins Ausland verkauft. 1986 war der Beginn der Internationalisierung. 2007 entstand der Neubau eines Werkes in Anqing, China. 2008 erfolgte die Einweihung eines Forschungs- und Entwicklungszentrums, das auch Kundendienstleistungen erbringt. 2010 erfolgten Investitionen in Russland. Die Exportquote lag 2008 bei rund 50 %.
Zum Jahresende 2021 wurde die Wiesauplast-Gruppe von der Indus Holding AG übernommen.

## Produkte
Zum Produktspektrum von Scherdel gehören:
- Technische Federn/Umformtechnik
- Montage- und Fügetechnik
- Forschung und Entwicklung
- Oberflächentechnik (OFTM)
- Werkzeugbau (MECO, WEMA, WEKO)
- Konstruktion (INCO, COMET)
- Maschinen- und Anlagenbau (Hamuel Reichenbacher, Kanya, SMB, Perfektion Maschinenbau)
- Automatisierungstechnik (Zarian, AFEMA)
- Hybrid-Fertigung  (WAL, TPS)